# Cuando los hijos se van (telenovela)
Cuando los hijos se van es una telenovela mexicana producida por Silvia Pinal para Televisa en 1983. Está protagonizada por Saby Kamalich y Raúl Ramírez, y antagonizada por Roberto Ballesteros.

## Sinopsis
Julio y Francisca tienen un matrimonio sólido y 5 hijos ya crecidos, y ahí están los problemas: Teresa, cuando era joven e ingenua, se enamoró de Álvaro, un hombre casado, pero 10 años más tarde no pueden mantener la fachada frente a la familia, y confiesa todo. Sin embargo, aunque trata de dejar a Álvaro, ella no puede; su amor es verdadero y completamente mutuo. 
Kiko, otro hijo, usa y abusa del amor de Susana, que lo ama con locura. Él le da la espalda al amor, sólo para recibir la ayuda económica de ella, pero luego se convierte en el cazador cazado pues termina enamorándose de Susana. Pero Kiko ha cometido demasiados errores en su vida y piensa que sería injusto atar a Susana a un hombre como él. 
Hilda tiene un romance perfecto: el amor de Jorge, un buen joven, profesional y muy correcto, una boda de blanco y una vida irreprochable. 
Para Ignacio, el amor representa un ajuste de cuentas consigo mismo. Va ganando confianza en sí mismo, comienza a resolver sus problemas internos y su terrible complejo de inferioridad. Detrás de esto está Claudia, una chica que lo ama por la belleza de su espíritu. 
María Graciela está enamorada por primera vez, de Ricardo. Ella es todo besos apasionados, miradas lánguidas, suspiros en voz alta y rabietas infantiles, ¿pero será realmente amor o un capricho pasajero?

## Elenco
- Saby Kamalich - Francisca Mendoza
- Raúl Ramírez - Julio Mendoza
- Silvia Pasquel - Teresa Mendoza
- Enrique Rocha - Álvaro
- Alejandro Camacho - Ignacio Mendoza
- Anabel Ferreira - Hilda Mendoza
- Roberto Ballesteros - Julio Francisco "Kiko" Mendoza
- Rosenda Monteros - Tía Elvira
- Margarita Sanz - Rebeca
- Mónica Prado - Susana
- Mercedes Olea - María Graciela Mendoza
- Jorge Pais - Damián
- Crystal - Claudia
- Claudio Báez - Jorge Guerra
- Demian Bichir - Ricardo
- Simone Brook - Martha
- Eloísa Capdevilla - Doña Matilde
- Deborah Conde - Dominga
- Alfonso Barclay - Alfonso
- Alejandra Guzmán - Alejandra
- Luis Enrique Guzmán - Chito
- Raúl Marcelo - Abel
- Carmen Rodríguez - Diana
- Lucero Lander - Lolita
- Uriel Chávez - Vicente
- Judith Velasco Herrera - Esposa de Vicente
- Sara Guasch

## Versiones
- Cuando los hijos se van está basada en la radionovela mexicana del mismo nombre difundida en los años 1940.

En México ha sido llevada al cine en 2 ocasiones:
- Cuando los hijos se van (1941)- con Sara García y Joaquín Pardavé.
- Cuando los hijos se van (1968)- con Amparo Rivelles y Fernando Soler.

## Curiosidades
En esta versión estaba previsto que Viridiana Alatriste participase, ya que esta misma estaba teniendo una gran carrera como actriz, su madre quien producía esta novela, tenía un papel destinado para ella, pero debido a que falleció el 25 de octubre de 1982 en un accidente automovilístico, desafortunadamente ya no pudo lograrse su participación dentro de esta trama.